# A Book of Mediterranean Food
A Book of Mediterranean Food (en español, 'Un libro de comida mediterránea') fue un influyente libro de cocina escrito por Elizabeth David en 1950 y publicado por John Lehmann. Después de años de racionamiento y austeridad durante la guerra, el libro devolvió la luz y el color a la cocina inglesa, con ingredientes frescos y sencillos, fruto de la experiencia de la autora con la cocina mediterránea mientras vivía en Francia, Italia y Grecia. El libro incluye ilustraciones de John Minton y cada capítulo comienza con citas de escritores famosos.
En ese momento, era difícil obtener muchos ingredientes, pero el libro rápidamente se reconoció como serio y en pocos años cambió profundamente la cocina y los hábitos alimenticios ingleses.

## Contexto

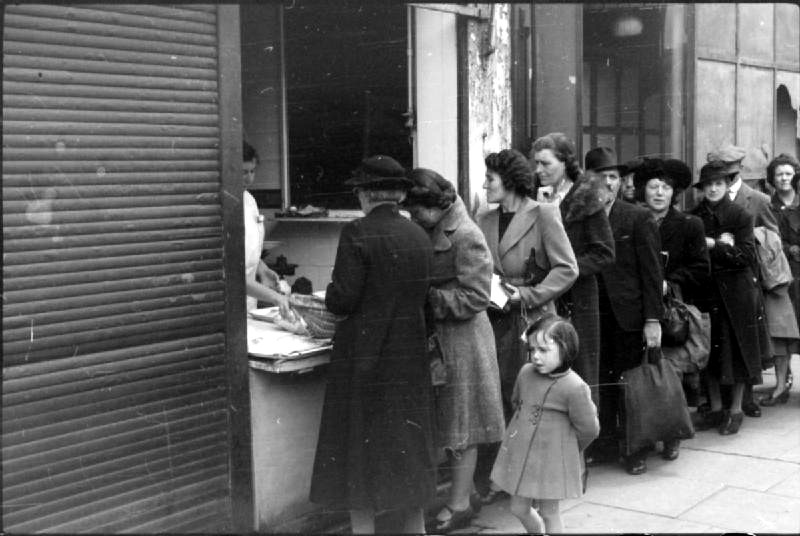
Una cola en Londres, 1945, para racionar pescado: la austera realidad de la Posguerra

Tras años viviendo en el Mediterráneo con su riqueza culinaria, Elizabeth David volvió a una Inglaterra gris y desalentadora, en la que el racionamiento de los alimentos estaba a la orden del día debido a los estragos de la Segunda Guerra Mundial. La comida era terrible: «Había sopa de harina y agua sazonada únicamente con pimienta; rosquillas de pan y cartílago; cebollas y zanahorias deshidratadas; ternera enlatada con toad in the hole... No necesito continuar».

## Libro
David comenzó a escribir artículos sobre la cocina mediterránea, en parte para ganar algo de dinero, y en parte por un «ansia agonizante de sol». Sus primeros trabajos se publicaron en 1949 en la edición británica de Harper's Bazaar. Desde el principio, David se negó a vender los derechos de autor de sus artículos, por lo que pudo recopilarlos y editarlos para su publicación en forma de libro. Incluso antes de que se publicaran todos los artículos, los reunió en un volumen mecanografiado y lo envió a una serie de editores, todos los cuales lo rechazaron. Uno de ellos explicó que una colección de recetas inconexas necesitaba un texto de enlace.
| Con esta selección... de platos mediterráneos, espero dar una idea de la deliciosa cocina de esas regiones a personas que aún no las conocen, y despertar el recuerdo de quienes han comido este alimento en sus costas nativas, y que a veces quisiera llevar el sabor de esas benditas tierras de sol y mar y olivos a sus cocinas inglesas. |

David siguió este consejo, pero, consciente de su inexperiencia como escritora, mantuvo su propia prosa breve y citó extensamente a autores consagrados cuyas opiniones sobre el Mediterráneo podrían tener más peso. En el volumen publicado, las secciones están vinculadas por extractos sustanciales de obras de escritores como Norman Douglas, Lawrence Durrell, Gertrude Stein, DH. Lawrence, Osbert Sitwell, Compton Mackenzie, Arnold Bennett, Henry James y Théophile Gautier. Envió el texto mecanografiado y revisado a John Lehmann, un editor más asociado con la poesía que con la cocina, pero él lo aceptó, accediendo a un pago por adelantado de 100 £. En 1950 se publicó A Book of Mediterranean Food. Lehmann sugirió titularlo The Blue Train Cookery Book ('El libro de cocina del tren azul'), ya que suponía que al romanticismo mediterráneo solo se llegaba desde Inglaterra mediante viajes en tren.
El libro apareció cuando el racionamiento de alimentos impuesto durante la Segunda Guerra Mundial seguía estando plenamente en vigor en Gran Bretaña. Como dijo David más tarde, «casi todos los ingredientes esenciales de una buena cocina estaban racionados o eran inalcanzables», por lo que tuvo que adaptar algunas de las recetas que había aprendido durante sus años en el Mediterráneo «para suplir la falta de sabor que debería haberle proporcionado la carne, el caldo o la mantequilla».

### Lirismo
El historiador de la comida Panikos Panayi sostiene que con A Book of Mediterranean Food, David cambió profundamente la cocina inglesa. Considera que la sección de apertura contiene «quizás el pasaje más evocador e inspirador en la historia de la escritura de la cocina británica»:

La cocina de las orillas del Mediterráneo, dotada de todos los recursos naturales, el color y el sabor del sur, es una mezcla de tradición y brillante improvisación. El genio latino destella de las cacerolas de la cocina. También es cocina honesta; ninguno de los falsos Grand Cuisine del International Palace Hotel

David luego describe la región y sus perfumes:

Desde Gibraltar hasta el Bósforo, bajando por el valle del Ródano, pasando por los grandes puertos marítimos de Marsella, Barcelona y Génova... se extiende la influencia de la cocina mediterránea, condicionada naturalmente por las variaciones de clima y suelo y la relativa industria o indolencia de los habitantes. Los temas siempre recurrentes en la comida de estos países son el aceite, el azafrán, el ajo, los pungentes vinos locales...

### Ilustración
Lehmann encargó una pintura de sobrecubierta en color e ilustraciones internas en blanco y negro a su amigo el artista John Minton. Escritores como Cyril Ray y John Arlott comentaron que los dibujos de Minton aumentaron los atractivos del libro. David, una mujer de opiniones firmes, pensó que una buena ilustración era importante. Minton le proporcionó quince, todas inspiradas en el Mediterráneo, en lugar de simples ilustraciones de los platos. Por ejemplo, la escena del puerto muestra a un marinero bebiendo y conversando con una mujer joven junto a una mesa cargada de comida; al fondo hay un restaurante en la calle y barcos en un puerto. Aunque a David no le gustaban los dibujos en blanco y negro de Minton, ella describió el diseño de su chaqueta como «impresionante». Estaba especialmente fascinada con «su hermosa bahía mediterránea, sus mesas cubiertas con manteles blancos y frutas brillantes» y la forma en que «los cántaros, jarras y botellas de vino se podían ver al final de la calle».

### Contenido
El libro incluye recetas de (por capítulos): sopas, huevos y platos para el almuerzo, pescado, carne, platos sustanciales, aves de corral y caza, verduras, comida fría y ensaladas, dulces, mermeladas, conservas y salsas.
El capítulo sobre sopas marca la pauta del libro, con recetas breves y sencillas, como la sopa de judías verdes (dos breves párrafos) intercaladas con otras largas y complejas como la de la sopa de pescado mediterránea, que ocupa tres páginas. La sección de huevos y platos de almuerzo también equilibra lo conciso y simple, como ratatouille aux oeufs, con la consideración detallada y discursiva de tres páginas para las omelettes. A diferencia de muchos escritores de libros de cocina, David rara vez da cantidades o tiempos precisos. Por ejemplo, su sugerencia para el atún fresco es:

Córtese en rodajas gruesas como un filete de salmón, y saltéese en aceite o mantequilla, agregando, a la mitad de la cocción, 2 o 3 tomates picados, un puñado de perejil cortado y una copa de vino tinto o blanco. Sírvase junto con patatas cocidas.

La sección de carnes comienza con recetas de ternera, para entonces desconocidas en las mesas inglesas de los años 50. David también ofrece recetas para carne de chivo y jabalí. El cordero, por el contrario, se hizo más frecuente en ese entonces que en las décadas previas, y David ofrece cuatro recetas, una de las cuales disfraza el sabor para que tenga un sabor a venado con un marinado prolongado y una salsa muy condimentada.

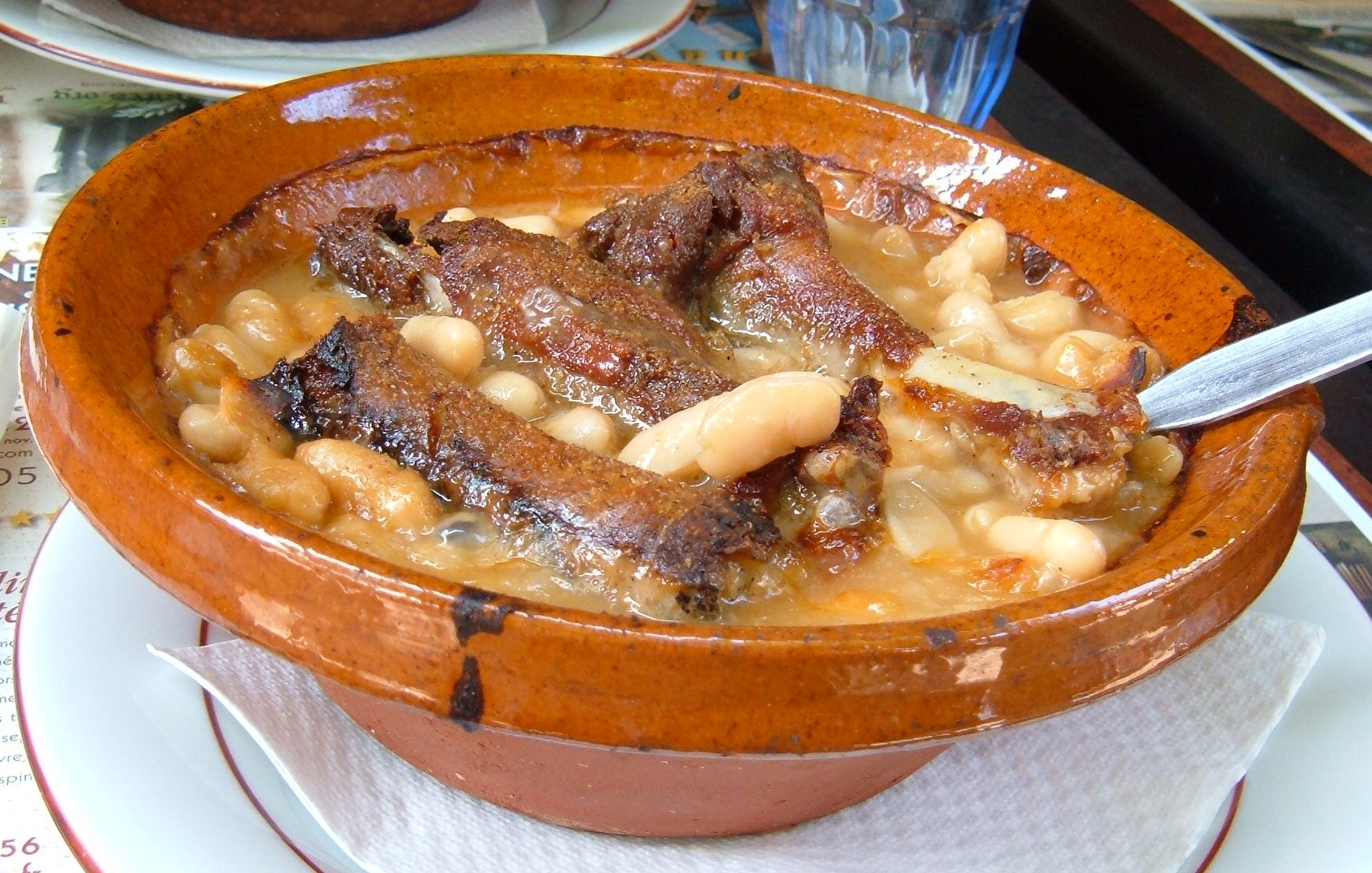
Cassoulet, un plato del sur de Francia descrito en el libro

El capítulo de «platos sustanciales» discute e ilustra los méritos del risotto y la paella, además de tratar la polenta y los espaguetis, ambos menos familiares en Gran Bretaña entonces que ahora, y continúa describiendo el cassoulet. El siguiente capítulo, sobre aves y caza, comienza con recetas para cocinar pollo y pato, y continúa con la perdiz a la provenzal o al estilo griego, codorniz y pichones, y concluye con escolopácidos cocidos en papillote con setas.
El tema mediterráneo del libro se enfatiza en el apartado de verduras, en el que hay cinco recetas sobre berenjenas y un solo plato de patatas (pommes Anna). Se incluyen platos de Grecia y del norte africano junto con los estándares típicos del sur de Francia como los tomates provenzales. Ocasionalmente aparece alguna receta que no es estrictamente mediterránea, como los cèpes à la bordelaise (ceps fritos en aceite de oliva con perejil y ajo).
El capítulo sobre comida fría y ensaladas da instrucciones para tres platos de pollo frío, varios patés y terrinas tradicionales, y otra receta no mediterránea, jambon persillé, el plato tradicional de Pascua de Borgoña. David agrega a esta sección sugerencias para entremeses (hors d'oeuvres), incluidos platos griegos que entonces no eran familiares en Gran Bretaña, como dolmádes y taramá, así como recetas tradicionales francesas como sardines marinées à la niçoise.
En el apartado de dulces explica que, en los países mediterráneos, la repostería más compleja frecuentemente se compra en las pastelerías, por lo que las pocas recetas que ofrece son sencillas y tradicionalmente caseras, como las torrijas (en francés, pain perdu) o soufflé frío de naranja. La sección de mermeladas, chutneys y conservas incluye melón en conserva junto con frutas más conocidas como peras y ciruelas.
En el capítulo final, sobre salsas, David incluye clásicos como la bechamel, la bearnesa, la holandesa y la mayonesa (que, advierte, debe «revolverse de manera constante pero no como un loco»). A ellas añade las salsas turca, griega, italiana y egipcia, la mayoría de ellas pensadas para acompañar platos de pescado mediterráneos.

## Recepción

### Contemporánea
The Times Literary Supplement comentó en 1950 que «si bien uno podría dudar en probar la 'Langosta à la Enfant Prodigue' (con champán, ajo, albahaca, limón, perifollo, champiñones y trufas), el cocinero ingenioso con tiempo para explorar las tiendas más particulares de Londres, y el dinero, no deben quedar desconcertados a menudo». The Observer dijo que el libro merecía «convertirse en el compañero familiar de todos los que buscan la emoción desenfrenada en la cocina».

### Moderna
La chef Clarissa Dickson Wright comenta que el libro fue «un soplo de aire fresco en los años de austeridad que siguieron a la Segunda Guerra Mundial, y la adopción de ingredientes excelentes y bien preparados se ha convertido en el sello distintivo de la comida inglesa en su mejor versión». En ese momento, «la comida era aburrida, las verduras se cocían y el aceite de oliva era algo que compraba en la farmacia y estaba marcado como 'solo para uso externo'». David, por otro lado, «evocaba un mundo de sol y lavanda, de buganvillas y cañas de Indias, y de comida fresca y sencilla bellamente preparada».

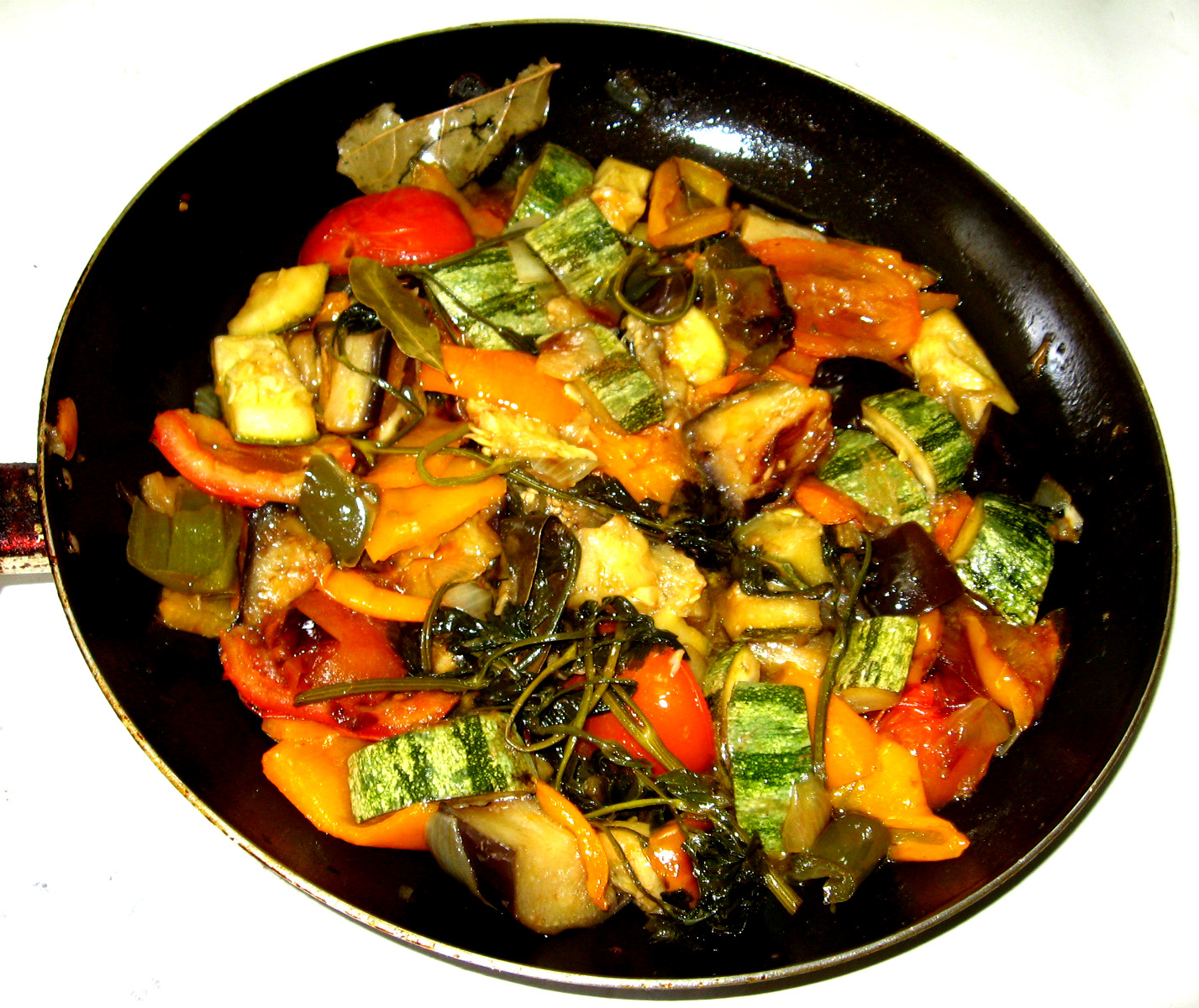
Ratatouille niçoise, un plato mediterráneo introducido en Gran Bretaña por el libro

Rachel Cooke, escribiendo para The Guardian, cita al chef Simon Hopkinson, que conoció a David en los años 80, por creer que el «poderoso efecto de David en los paladares británicos... fue una cuestión de haber elegido el momento oportuno». Ella «llegó a la escena en el momento justo: las clases medias británicas, agotadas por la austeridad, anhelaban, aunque no lo supieran con precisión, el sabor del sol».
Caroline Stacey, escribiendo para The Independent, llama al libro «su himno de nostalgia a la cocina en las costas del sur», señalando que «cambió lo que comían las clases medias británicas», y que ella «marcó el comienzo no solo del aceite de oliva y el ajo, pero también berenjenas, calabacines y albahaca sobre las mesas de pino de las cocinas de los sesenta».
Melanie McDonagh, escribiendo para The Telegraph, afirma que con A Book of Mediterranean Food, David «introdujo a los británicos a la cocina de Grecia, Italia y la Provenza en 1950 después de su regreso de Grecia, a través de Egipto y la India». Comenta que la escritora de cocina Jane Grigson, una «devota», dijo que «Albahaca no era más que un apodo para los tíos solteros, calabacín se escribía en cursiva como si fuese una palabra extraña, y pocos de nosotros sabíamos cómo comernos los espaguetis... Luego vino Elizabeth David, como la luz del sol». McDonagh agrega que David «fue uno de los primeros y con mucho más clase de los escritores de comida con personalidad, a pesar de que nunca fue una chef de televisión: allanando el camino para Jamie, Nigella, Nigel y Hugh FW».
En desacuerdo con la aclamación general, Tom Norrington-Davies, que también escribe en The Telegraph, argumenta que el libro «llegó sólo a una parte muy pequeña de la población», pero acto seguido matiza esto, afirmando que estos lectores estaban «atravesando una agitación dramática». Las mujeres educadas y moderadamente adineradas se encontraron de repente en sus cocinas sin sirvientes». Cita la observación de Jane Grigson, al presentar una colección de escritos de David, que «Elizabeth no devolvió la confianza en la cocina [de las mujeres de clase media], sino que la inventó».
Joe Moran, escribiendo en el Financial Times, describe la génesis del libro como un «momento decisivo». Esta génesis ocurrió cuando, «varada por una tormenta de nieve» en un hotel en Ross-on-Wye cuyo restaurante servía comidas tan lúgubres que a ella le parecieron «producidas con una especie de triste triunfo que equivalía casi a un odio a la humanidad y a las necesidades de la humanidad». Allí Elizabeth David sintió su célebre «ansia agonizante de sol» y furiosa por esa comida sin alegría, comenzó a redactar las «descripciones sensuales» de la comida mediterránea, que la llevarían a A Book of Mediterranean Food.
Marian Burros, escribiendo en The New York Times, comenta que David hizo notar con el libro: «los ingleses cansados de racionamiento, apenas podían comprar lo suficiente para comer, pero estaban encantados con sus descripciones de comidas que incluían huevos, mantequilla, mariscos, tomates, aceitunas, albaricoques... ingredientes que eran difíciles o imposibles de obtener. Los alimentos que se dan por sentados hoy en Inglaterra (ajo, aceite de oliva, parmesano, etc.) eran desconocidos y, en general, se veían con lejanía antes de llegar la Sra. David».

## Ediciones
El libro ha aparecido en las siguientes ediciones desde 1950, incluidas las traducciones al danés y al chino.
- Londres: Lehmann, 1950 (1st ed.)
- Harmondsworth: Penguin, 1950 (paperback)
- Londres: Lehmann, 1951
- Nueva York: Horizon, 1952
- Harmondsworth, Nueva York: Penguin, 1955
- Harmondsworth : Penguin, 1956
- Londres: Macdonald, 1958 (2nd ed.)
- Londres: Cookery Book Club, 1958
- Baltimore: Penguin, 1958
- Baltimore: Penguin, 1960
- Harmondsworth: Penguin, 1960
- Harmondsworth: Penguin, 1965
- Harmondsworth, Baltimore : Penguin, 1966
- Londres: Cookery Book Club, 1968
- Harmondsworth: Penguin, 1971
- Harmondsworth: Penguin, 1975
- Harmondsworth: Penguin, 1977
- Harmondsworth: Penguin, 1983
- Copenhagen: Hans Reitzel/Gyldendals Bogklub, 1984
- Harmondsworth: Penguin, 1987
- Londres: Dorling Kindersley, 1988 (ilustrado)
- Sídney: Collins, 1988
- Harmondsworth: Penguin, 1989 (2nd ed.)
- Harmondsworth: Penguin, 1991 (nueva intro)
- Harmondsworth: Penguin, 1998
- Nueva York: New York Review Books, 2002
- China: 麥田出版 Tai Bei Shi, 2006 (地中海風味料理 / Di zhong hai feng wei liao li, por 大衛 David, Elizabeth con Da Wei; Fang-tian Huang)
- Londres: Folio Society, 2009 (intro por Julian Barnes, ilustraciones por Sophie MacCarthy)